# Bill Hefner
Willie Gathrel Hefner, detto Bill (Elora, 11 aprile 1930 – Huntsville, 2 settembre 2009), è stato un politico statunitense, membro della Camera dei Rappresentanti per lo stato della Carolina del Nord dal 1975 al 1999.

## Biografia
Nato nel Tennessee, dopo gli studi Hefner divenne proprietario di un'emittente radiofonica e fondò anche un gruppo gospel con il quale si esibì per diversi anni.
Entrato in politica con il Partito Democratico, nel 1974 si candidò alla Camera dei Rappresentanti e venne eletto. Hefner rimase al Congresso per ventiquattro anni, finché nel 1999 decise di ritirarsi.
Dopo aver lasciato la Camera, si trasferì in Alabama con la moglie Nancy e continuò ad occuparsi di politica a livello locale. Morì nel 2009, all'età di settantanove anni, per un aneurisma cerebrale.